# Radical Redemption
Radical Redemption, de son vrai nom Joey van Ingen, né le 17 septembre 1990 à Denekamp, est un producteur et disc jockey (DJ) de hardstyle néerlandais. Il a joué à plusieurs reprises dans des festivals tels que Defqon.1, Dominator, Qlimax et Loudness.

## Biographie
Joey van Ingen est né le 17 septembre 1990 à Denekamp. 
Il est le fils de la chanteuse néerlandais Marcha, et d'un père propriétaire d'une entreprise du secteur du divertissement. 
À 10 ans, il commence à jouer de la batterie, et, au lycée, incarne divers groupes comme Stille, qui deviendra l'un de ses projets les plus importants. Il entre également en contact avec la scène dance à cette période. Il acquiert une table de mixage et commence ses propres compositions. 
En 2012, Radical Redemption publie son premier album, intitulé Annihilate, au label Minus is More. Un deuxième album, The Spell of Sin, est publié l'année suivante, en 2013.
En 2014, il se classe 64e au DJ Mag Top 100 DJs. En 2015, il se classe 72e. Le 21 octobre 2017, Radical Redemption se classe 44e des DJ de renom. 
En 2015, il publie son troisième album, The One Man Army, qui fait notamment participer les artistes de hardcore Angerfist et Miss K8,. Le morceau-titre fait participer MC Nolz. En 2018, il collabore avec DJ Carnage et Yellow Claw.

## Discographie

### Albums studio
- 2012 : Annihilate (Minus is More)
- 2013 : The Spell of Sin (Minus is More, Cloud 9)
- 2015 : The One Man Army (Minus is More, Cloud 9)
- 2017 : The Road to Redemption  (Minus is More)
- 2018 : Command and Conquer (Minus is More)
- 2020 : Chronicles Of Chaos (Minus is More)
- 2024 : No Retaliation (album en trois parties) (Redemption Records)